# Борис Успенски
Борис Андреевич Успенски (р. 1 март 1937, Москва) е руски филолог, семиотик и митограф.

## Биография
Борис Успенски завършва Московския университет през 1960 г., специалност Романо-германска филология, а по-късно прави аспирантура в същия университет (1960-1963). Работи в Академията на науките на СССР (днес РАН) в института по изследвания на Африка и е бил преподавател и професор в Московския университет до 1982 г. По-късно продължава работата си като преподавател в Харвард, Корнел, Виенския университет, Университета в Грац и Неаполитанския източен университет.
Успенски e работил с Юрий Лотман и е бил повлиян от неговите идеи като член на Тартуско-Московската семиотична школа. Сред основните му работи е Принципи на структурната типология (Поэтика композиции, на английски като The Principles of Structural Typology).

## Признание
- Действителен член на Academia Europaea (Лондон, 1990)
- Чуждестранен член на Австрийската академия на науките (1987)
- Чуждестранен член на Норвежката академия на науките (1999)
- Чуждестранен член на Полската академия на науките (2011)
- Почетен член Международното общество по визуална семиотика
- Почетен член на Британското общество за изследване на славянската култура
- Член на Международната асоциация за семиотични изследвания (1976)
- Член на лундското Кралското общество за хуманитарни изследвания
- Доктор хонорис кауза на Руския държавен хуманитарен университет (2001)
- Доктор хонорис кауза на Шуменския университет „Еп. Константин Преславски“ (2003)[1]
- Доктор хонорис кауза на Белградския университет (2010)
- Доктор хонорис кауза на Талинския университет (2016)
- Доктор хонорис кауза на Университета на италианска Швейцария